# Proeuropejstvo
Proeuropejstvo (engl. pro-Europeanism) je izraz kojima se označava ideologija, odnosno stavovi i političke platforme koje zagovaraju što čvršće europske integracije, prvenstveno kroz jačanje Europske unije i njenih institucija. Političke stranke i pojedinci s takvim stavovima se nazivaju proeuropskima.
Proeuropejstvo se ne smije miješati s paneuropejstvom, koje pretpostavlja postojanje Europe kao svojevrsne nadnacije, odnosno europejstvom koje pretpostavlja postojanje Europe kao zajednice za nju specifičnim kulturnim i političkim vrijednostima.